# Rode Dorp (Baarn)
Het Rode Dorp is een wijk in Baarn. In 2010 werd de wijk aangewezen tot beschermd dorpsgezicht. Dit vond plaats op 25 januari 2010 tijdens een bezoek van minister Ronald Plasterk.
De wijk Rode Dorp is een arbeiderswijk uit de 20e eeuw, ontworpen volgens het stedenbouwkundig principe van de tuindorpen, en is van algemeen belang wegens bijzondere cultuurhistorische, stedenbouwkundige en architectuurhistorische waarden. De woningen en de stedenbouwkundige opzet van het complex zijn ontworpen door de architect A.M. van den Berg uit Hilversum en zijn vormgegeven in de stijl van de Amsterdamse School. Na de aanleg van de spoorlijn Amsterdam en de villawijken ontstond er behoefte aan goedkopere woningen voor het personeel. Daartoe werd de woningbouwvereniging Ons Belang opgericht (later opgegaan in Eemland Wonen wat na fusie met Woningstichting Leusden verder gegaan is als Woningstichting Omthuis). Aan het Mesdagplein stond ook het pand van de nieuwe woningbouwvereniging. De naam Rode dorp is waarschijnlijk een verwijzing naar de politieke SDAP-achtergrond van de leden, maar het is ook mogelijk dat de rode verf die in de woningen werd gebruikt de aanleiding vormde of de rode daken.
Zowel bij het Mesdagplein als bij de Marisstraat vormen delen van de wijk een gemeentelijk monument.  Tot het Rode dorp behoren  de Apol-, Blommers-, Breitner-, Israëls-, Maris-, Mauve-, Mesdag- en Neuhuysstraat.
De hoge daken van de huizen werden later verlaagd omdat door de hoogte de schoorstenen niet goed wilden trekken. Alle huizen hebben een gevelsteen met daarop de afbeelding van een dier. Op de schouw van ieder huis was een uil afgebeeld.
Amaliapark ·
Centrum ·
Componistenwijk ·
Eemdal ·
Noordschil ·
Oosterhei ·
Pekingtuin ·
Prins Hendrikpark ·
Professorenwijk ·
Rode Dorp ·
Schilderswijk ·
Schoonoordpark ·
Staatsliedenwijk ·
Transvaalwijk ·
Tuindorp ·
Wilhelminapark ·
Zandvoort ·
Zeeheldenwijk